# Cidelândia
Cidelândia är en kommun i Brasilien.   Den ligger i delstaten Maranhão, i den centrala delen av landet, 1 200 km norr om huvudstaden Brasília. Antalet invånare är 13 593.
Omgivningarna runt Cidelândia är huvudsakligen savann. Runt Cidelândia är det glesbefolkat, med 8 invånare per kvadratkilometer.